# 62. ceremonia wręczenia Oscarów

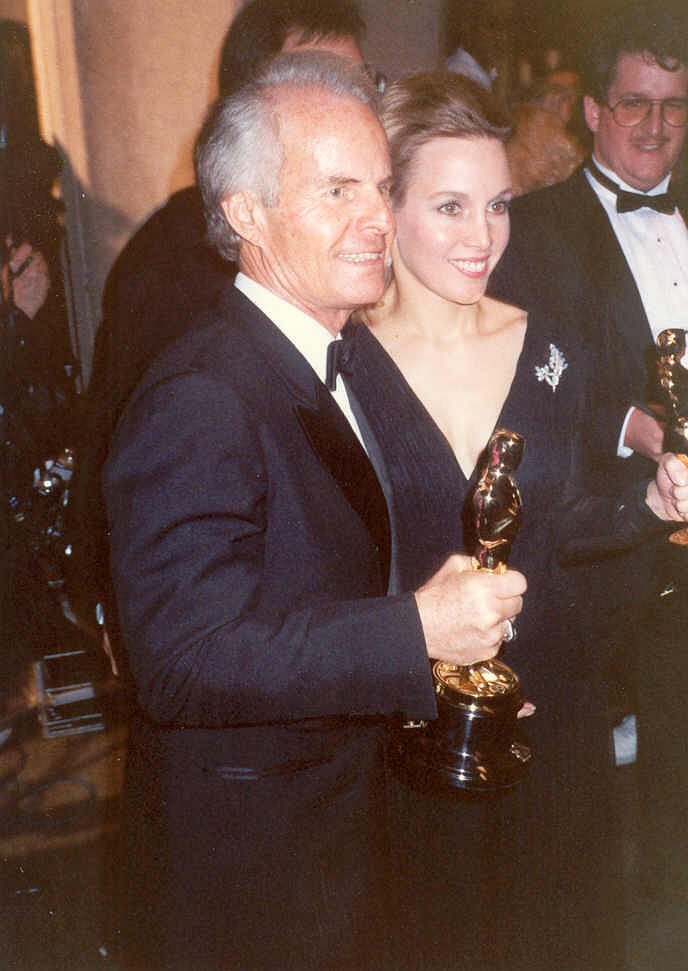
Producent Richard D. Zanuck i jego żona Lili Fini z Oscarami za film Wożąc panią Daisy

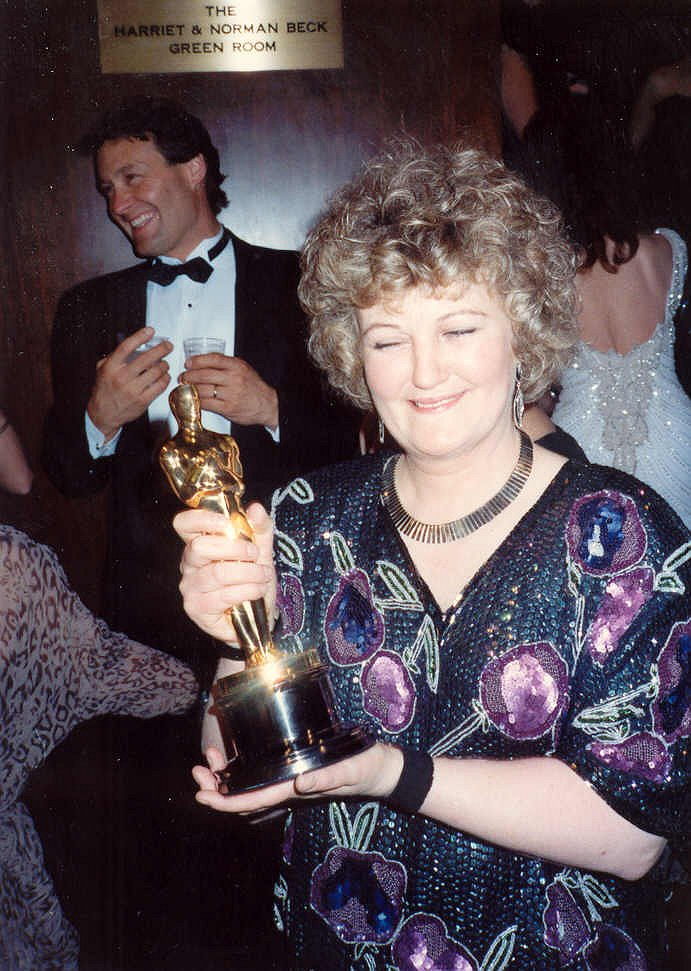
Brenda Fricker z Oscarem za najlepszą rolę drugoplanową

62. ceremonia rozdania Oscarów odbyła się 26 marca 1990 roku w Dorothy Chandler Pavilion w Los Angeles.

## Wykonawcy piosenek
- „After All” – James Ingram oraz Melissa Manchester
- „The Girl Who Used To Be Me” – Patti Austin
- „I Love to See You Smile” – Randy Newman
- „Kiss the Girl” – Geoffrey Holder
- „Under the Sea” – Geoffrey Holder

## Laureaci

### Najlepszy film
- Richard D. Zanuck, Lili Fini Zanuck – Wożąc panią Daisy
- A. Kitman Ho, Oliver Stone – Urodzony 4 lipca
- Steven Haft, Paul Junger Witt, Tony Thomas – Stowarzyszenie Umarłych Poetów
- Lawrence Gordon, Charles Gordon – Pole marzeń
- Noel Pearson – Moja lewa stopa

### Najlepszy aktor
- Daniel Day-Lewis – Moja lewa stopa
- Tom Cruise – Urodzony 4 lipca
- Robin Williams – Stowarzyszenie Umarłych Poetów
- Morgan Freeman – Wożąc panią Daisy
- Kenneth Branagh – Henryk V

### Najlepszy aktor drugoplanowy
- Denzel Washington – Chwała
- Martin Landau – Zbrodnie i wykroczenia
- Danny Aiello – Rób, co należy
- Dan Aykroyd – Wożąc panią Daisy
- Marlon Brando – Sucha biała pora

### Najlepsza aktorka
- Jessica Tandy – Wożąc panią Daisy
- Isabelle Adjani – Camille Claudel
- Michelle Pfeiffer – Wspaniali bracia Baker
- Jessica Lange – Pozytywka
- Pauline Collins – Shirley Valentine

### Najlepsza aktorka drugoplanowa
- Brenda Fricker – Moja lewa stopa
- Anjelica Huston – Wrogowie
- Lena Olin – Wrogowie
- Dianne Wiest – Spokojnie, tatuśku
- Julia Roberts – Stalowe magnolie

### Najlepsza scenografia i dekoracje wnętrz
- Anton Furst i Peter Young – Batman
- Leslie Dilley, Anne Kuljian – Otchłań
- Dante Ferretti, Francesca Lo Schiavo – Przygody barona Munchausena
- Bruno Rubeo, Crispian Sallis – Wożąc panią Daisy
- Norman Garwood, Garrett Lewis – Chwała

### Najlepsze zdjęcia
- Freddie Francis – Chwała
- Mikael Salomon – Otchłań
- Haskell Wexler – Blaze
- Robert Richardson – Urodzony 4 lipca
- Michael Balhaus – Wspaniali bracia Baker

### Najlepsze kostiumy
- Phyllis Dalton – Henryk V
- Gabriella Pescucci – Przygody barona Munchausena
- Elizabeth McBride – Wożąc panią Daisy
- Joe I. Tompkins – Noce Harlemu
- Theodor Pištěk – Valmont

### Najlepsza reżyseria
- Oliver Stone – Urodzony 4 lipca
- Woody Allen – Zbrodnie i wykroczenia
- Peter Weir – Stowarzyszenie Umarłych Poetów
- Kenneth Branagh – Henryk V
- Jim Sheridan – Moja lewa stopa

### Pełnometrażowy film dokumentalny
- Rob Epstein i Bill Couturié – Wspólna sprawa
- Richard Kilberg i Yvonne Smith – Adam Clayton Powell
- Vince DiPersio i Bill Guttentag – Crack USA: County Under Siege
- Al Reinert i Betsy Broyles Breier – For All Mankind
- Judith Leonard i Bill Jersey – Super Chief: The Life and Legacy of Earl Warren

### Krótkometrażowy film dokumentalny
- Charles Guggenheim – The Johnstown Flood
- David Petersen – Fine Food, Fine Pastries, Open 6 to 9
- Ray Errol Fox – Jad Waszem: Preserving the Past to Ensure the Future

### Najlepszy montaż
- David Brenner, Joe Hutshing – Urodzony 4 lipca
- Mark Warner – Wożąc panią Daisy
- William Steinkamp – Wspaniali bracia Baker
- Steven Rosenblum – Chwała
- Noëlle Boisson – Niedźwiadek

### Najlepszy film nieanglojęzyczny
- Włochy: Giuseppe Tornatore – Cinema Paradiso
- Francja: Bruno Nuytten – Camille Claudel
- Dania: Kaspar Rostrup – Wspomnienia z małżeństwa
- Kanada: Denys Arcand – Jezus z Montrealu
- Portoryko: Jacobo Morales – Co się przydarzyło Santiago

### Najlepsza charakteryzacja
- Manlio Rocchetti, Lynn Barber, Kevin Haney – Wożąc panią Daisy
- Maggie Weston, Fabrizio Sforza – Przygody barona Munchausena
- Dick Smith, Ken Diaz, Greg Nelson – Tato

### Najlepsza muzyka
- Alan Menken – Mała Syrenka
- John Williams – Urodzony 4 lipca
- Dave Grusin – Wspaniali bracia Baker
- James Horner – Pole marzeń
- John Williams – Indiana Jones i ostatnia krucjata

### Najlepsza piosenka
- „Under the Sea” – Mała Syrenka – muzyka: Alan Menken; słowa: Howard Ashman
- „After All” – Wszystko jest możliwe – muzyka: Tom Snow; słowa: Dean Pitchford
- „Kiss the Girl” – Mała Syrenka – muzyka: Alan Menken; słowa: Howard Ashman
- „I Love to See You Smile” – Spokojnie, tatuśku – Randy Newman
- „The Girl Who Used to Be Me” – Shirley Valentine – muzyka: Marvin Hamlisch; słowa: Alan Bergman, Marilyn Bergman

### Najlepszy dźwięk
- Donald O. Mitchell, Gregg C. Rudloff, Elliot Tyson, Russell Williams II – Chwała
- Don J. Bassman, Kevin F. Cleary, Richard Overton, Lee Orloff – Otchłań
- Donald O. Mitchell, Kevin O’Connell, Greg P. Russell, Keith A. Wester – Czarny deszcz
- Michael Minkler, Gregory H. Watkins, Wylie Stateman, Tod A. Maitland – Urodzony 4 lipca
- Ben Burtt, Gary Summers, Shawn Murphy, Tony Dawe – Indiana Jones i ostatnia krucjata

### Najlepszy montaż dźwięku
- Ben Burtt, Richard Hymns – Indiana Jones i ostatnia krucjata
- Milton C. Burrow, William L. Manger – Czarny deszcz
- Robert G. Henderson, Alan Robert Murray – Zabójcza broń 2

### Najlepsze efekty specjalne
- John Bruno, Dennis Muren, Hoyt Yeatman, Dennis Skotak – Otchłań
- Richard Conway, Kent Houston – Przygody barona Munchausena
- Ken Ralston, Michael Lantieri, John Bell, Steve Gawley – Powrót do przyszłości II

### Krótkometrażowy film animowany
- Christoph Lauenstein, Wolfgang Lauenstein – Balance
- Mark Baker – The Hill Farm
- Aleksandr Petrov – Korova

### Krótkometrażowy film aktorski
- James Hendrie – Work Experience
- Robert Nixon – Amazon Diary
- Jonathan Tammuz – The Child Eater

### Najlepszy scenariusz oryginalny
- Tom Schulman – Stowarzyszenie Umarłych Poetów
- Woody Allen – Zbrodnie i wykroczenia
- Spike Lee – Rób, co należy
- Steven Soderbergh – Seks, kłamstwa i kasety wideo
- Nora Ephron – Kiedy Harry poznał Sally

### Najlepszy scenariusz adaptowany
- Alfred Uhry – Wożąc panią Daisy
- Oliver Stone, Ron Kovic – Urodzony 4 lipca
- Roger L. Simon, Paul Mazursky – Wrogowie
- Phil Alden Robinson – Pole marzeń
- Jim Sheridan, Shane Connaughton – Moja lewa stopa

### Nagroda honorowa Gordona E. Sawyera
- Pierre Angenieux

### Oscar Honorowy
- Akira Kurosawa – za dokonania w dziedzinie kinematografii, które inspirowały, zadowalały, wzbogacały i zapewniały rozrywkę światowej publiczności, a także inspirowały twórców filmowych na całym świecie